# George Sigerson
George Sigerson   (Strabane, 11 de gener de 1836 - 17 de febrer de 1925) fou un metge, científic, escriptor, polític i poeta irlandès. Fou una de les principals llumeneres del renaixement literari irlandès de finals del segle xix a Irlanda.

## Mètge i científic
Sigerson va néixer a Holy Hill, prop de Strabane al comtat de Tyrone. Va assistir a l'Acadèmia Letterkenny però va ser enviat pel seu pare a acabar la seva educació a França
Va estudiar medicina al Queen's College de Galway i al Queen's College de Cork i es graduà en 1859. Marxà a París on passà algun temps estudiant amb Charcot i Duchenne; va tenir com a company d'estudis Sigmund Freud. Després va tornar a Irlanda i va obrir un consultori a Dublín, especialitzant-se com a neuròleg. Va continuar visitant França cada any per estudiar amb Charcot. Entre els seus molts pacients s'inclouen Maude Gonne, Austin Clarke i Nora Barnacle. Va donar conferències sobre medicina a la Universitat Catòlica d'Irlanda. Més tard va ser professor de zoologia i botànica a la Universitat de Dublín.

## Nacionalista Cultural
Mentre era estudiant va aprendre de manera autodidacta el gaèlic irlandès i va conèixer els líders fenians Charles Kickham i John O'Leary. el seu primer llibre, The Poets and Poetry of Munster, va aparèixer en 1860. Va tenir una participació activa en el periodisme polític des dels seus inicis, col·laborant a The Nation. Va ser un dels fundadors de la Feis Ceoil, i president de la Societat Nacional de Literatura de 1893 fins a la seva mort. La seva filla Dora Sigerson Shorter va ser una poetessa que també es va involucrar en el renaixement literari irlandès.
Designat membre del primer Senat de l'Estat Lliure d'Irlanda, Sigerson va ser escollit temporalment primer president d'11 a 12 de desembre 1922 abans de l'elecció del baró de Glenavy. L'endemà de la seva mort el Senat irlandès li va retre un homenatge sentit.

## Afeccionat de l'AAG
La Copa Sigerson, la primera divisió de tercer nivell de competició de futbol gaèlic a Irlanda va rebre aquest nom en honor seu. Sigerson Sigerson donar el seu sou del seu càrrec a la UCD per a adquirir un trofeu per a la competició. En 2009 fou inclòs en la llista del Sunday Tribune de les "125 persones més influents en la història de la GAA". La copa fou presentada per primer cop en 1911 i els guanyadors inaugurals foren els de la UCD. Es creu que és el trofeu més antic de la GAA.

## Mort
Dr. Sigerson va morir a casa seva, a 3 Clare St., Dublín, en 1925.